# Casa Torre de Urrutia
La Casa Torre de Urrutia sita en Sopuerta (Vizcaya, España) en su configuración actual es un volumen prismático de planta casi cuadrada de entre 13 y 14 m de lado con dos construcciones de menor altura adosadas por sus caras sur (fachada principal) y oeste de carácter evidentemente degradante.
Exteriormente el edificio presenta fábricas de mampostería diferenciándose en la misma un primer basamento de piedra de laja alargada, prácticamente ciego y que se corresponde aproximadamente con la planta baja del edificio, del resto del levante realizado en piedra arenisca. Los esquinazos, zonas en inmediación de huecos de fachadas y almenas están ejecutados en sillería. 
El acceso, en la fachada sur, se realiza mediante un arco de medio punto ligeramente descentrado que, junto a los huecos saeteros en las fachadas principal, este y norte, supone la única perforación de la torre en planta baja. En plantas superiores existen, además de huecos de posterior factura, un total de seis ventanas adinteladas con molduras de tosca labra sobre el dintel y escudos en dos de ellas. 
La cubierta se apoyaba sobre la coronación de los muros perimetrales que presentan remate almenado en los alzados sur y este. Interiormente posee una estructura porticada de madera contenida en el interior del gran cajón pétreo.